# Sông Nhật Lệ
Sông Nhật Lệ là một con sông chảy qua tỉnh Quảng Bình, bắt nguồn từ núi U Bò, Co Roi (Trường Sơn) chảy ra biển Đông tại cửa biển Nhật Lệ.

## Tên gọi
Tên sông Nhật Lệ có nghĩa là "sự rực rỡ của ánh sáng Mặt Trời".

## Đặc điểm
Sông Nhật Lệ có chiều dài 85 km, chảy qua tỉnh Quảng Bình. Con sông này có hai nhánh chính: sông Long Đại (hay Đại Giang) chảy qua huyện Quảng Ninh và sông Kiến Giang chảy qua huyện Lệ Thủy, gặp nhau ở Trung Quán.

## Lịch sử
Theo Đại Việt sử ký toàn thư, ban đầu, con sông này có tên là Đại Uyên, sau đổi thành Nhật Lệ vào khoảng thế kỷ 11.
Năm 1054, vua Lý Thánh Tông đổi tên nước thành Đại Việt. Tháng 2 năm 1069, niên hiệu Thần Vũ thứ nhất, cùng với Lý Thường Kiệt, vua Lý Thánh Tông thân chinh đem quân đi đánh Chiêm Thành. Khi Lý Thường Kiệt đến cửa biển Nhật Lệ, thủy quân Chiêm Thành xông ra chặn quân Việt. Quân Đại Việt giành chiến thắng và bắt sống Chế Củ. Chế Củ đã chuộc mạng bằng cách xin dâng ba châu Bố Chính (Tuyên Hóa, Quảng Trạch, Bố Trạch ngày nay), Địa Lý (Lệ Thủy và Quảng Ninh ngày nay) và Ma Linh (Quảng Trị ngày nay). Năm 1075, vua Lý Nhân Tông cử Lý Thường Kiệt vào bình định lại, chính thức vẽ bản đồ cương giới ba châu, đổi tên châu Địa Lý thành châu Lâm Bình, châu Ma Linh thành châu Minh Linh, giữ tên châu Bố Chính, và xuống chiếu mộ dân vào giữ vùng đất mới. Tên sông Nhật Lệ dường như được đặt lại trong thời gian đó.
Vào thời Trịnh–Nguyễn phân tranh (1570–1786) với xung đột vũ trang gần nửa thế kỷ (1627–1672) giữa Đàng Trong và Đàng Ngoài, chiến trường chính là miền Bố Chính, từ đèo Ngang đến Nhật Lệ. Bờ nam sông Gianh đến sông Nhật Lệ là tuyến phòng thủ của quân Nguyễn.

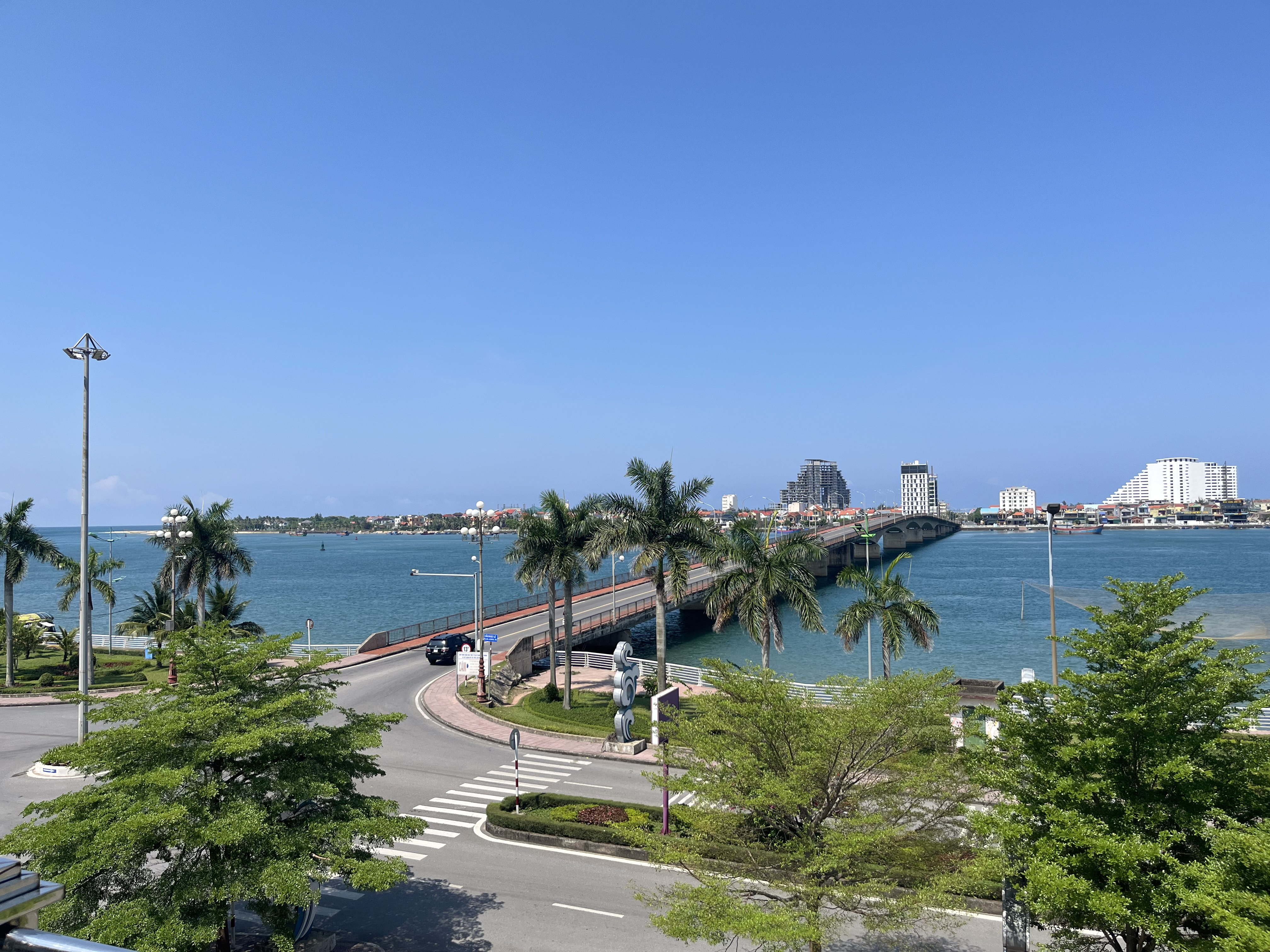
Sông Nhật Lệ đoạn qua thành phố Đồng Hới, với cầu Nhật Lệ bắc qua.

Trong Chiến tranh Việt Nam (1954–1975), không quân Hoa Kỳ đã đánh phá miền Bắc Việt Nam, nặng nhất là ở tỉnh Quảng Bình. Những nơi bị đánh phá chủ yếu gồm phà Long Đại (nay là cầu Long Đại), phà Xuân Sơn, phà sông Gianh (nay là cầu sông Gianh), đèo Ngang, quốc lộ 1, đường 15, hệ thống đường 559 (đường Trường Sơn), thành phố Đồng Hới và cửa biển Nhật Lệ.

## Du lịch

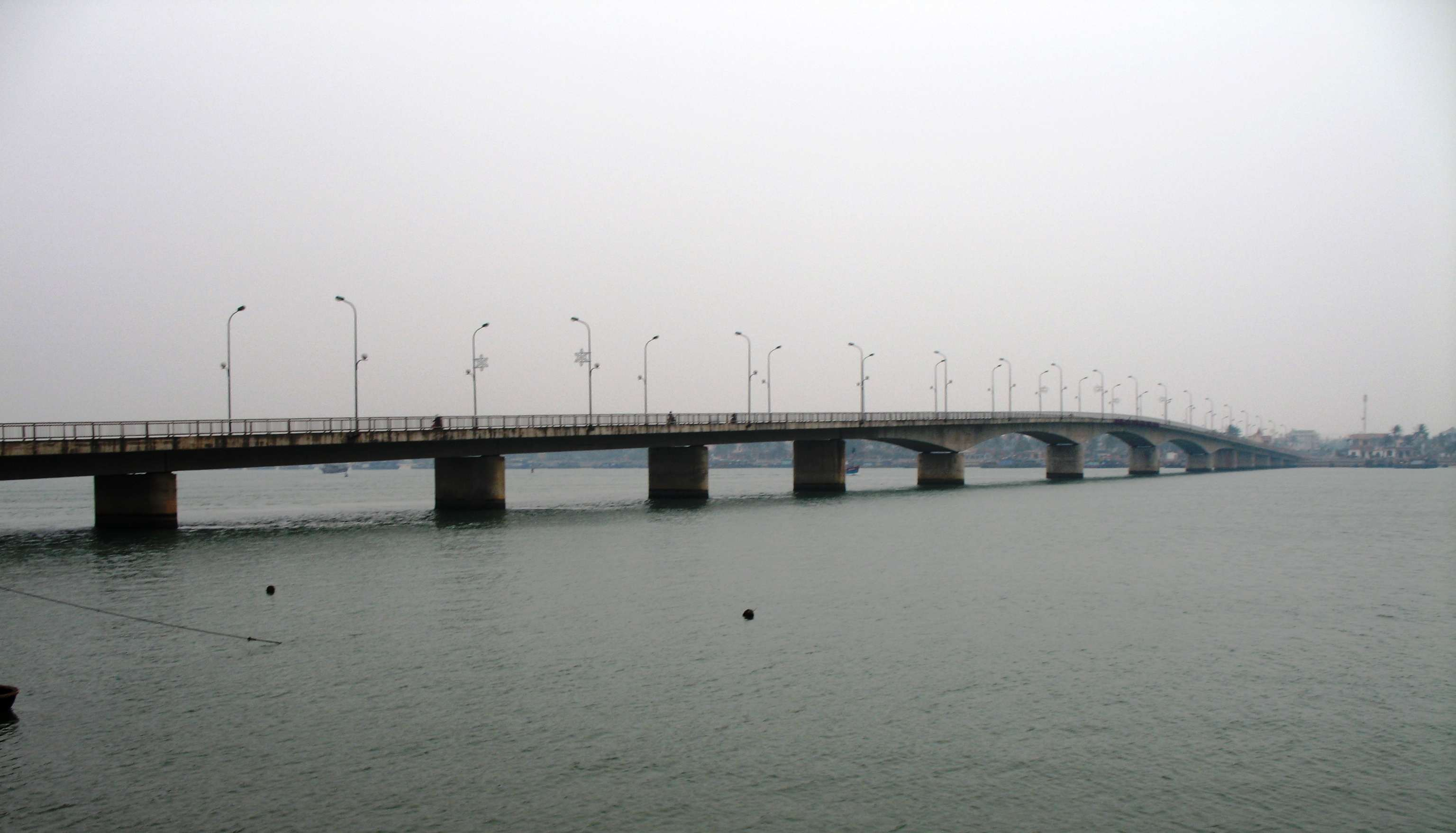
Cầu Nhật Lệ bắc qua sông Nhật Lệ.

### Bãi biển Nhật Lệ

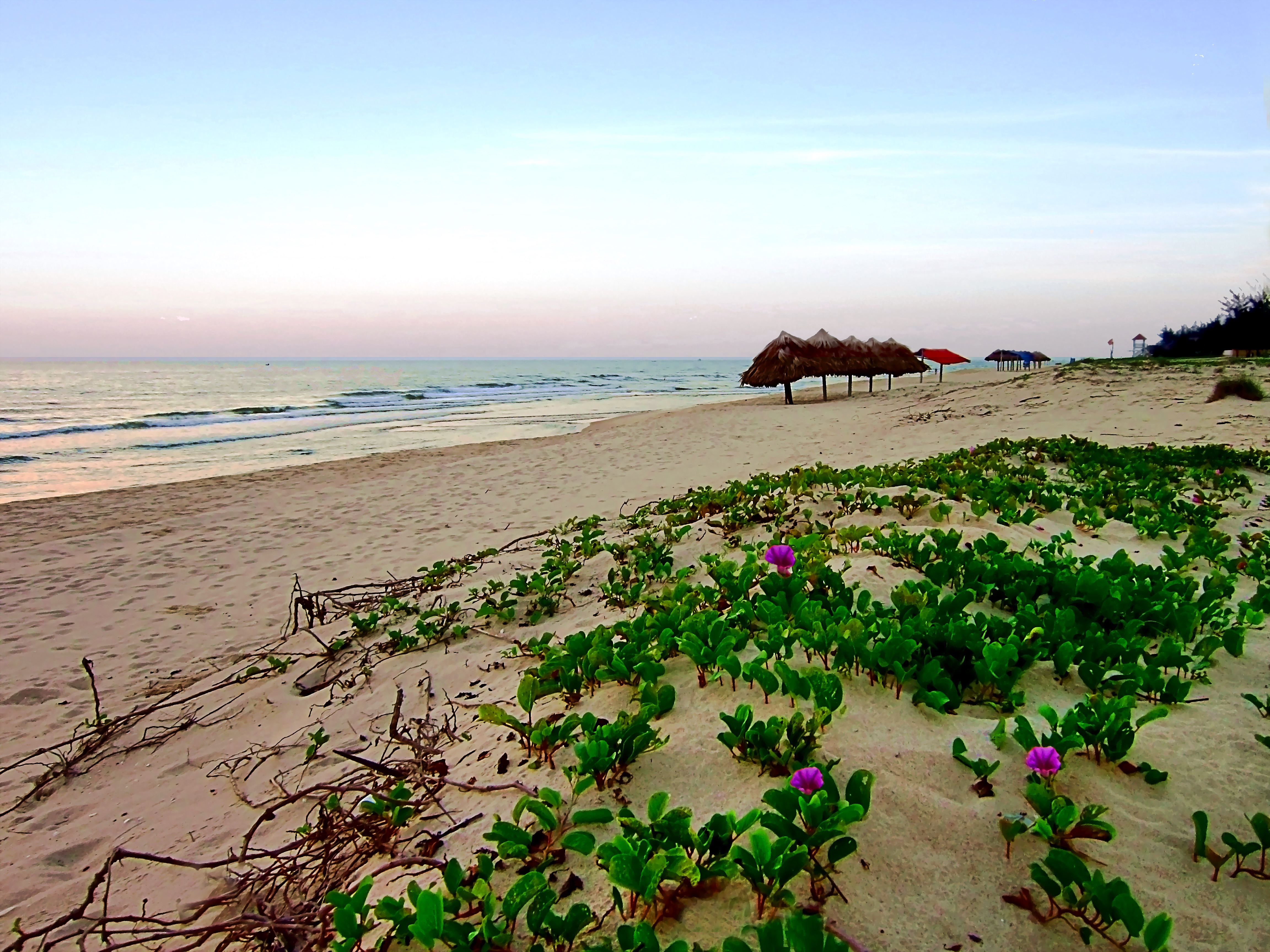
Bãi biển Nhật Lệ.

Bãi biển Nhật Lệ là một vùng biển ở thành phố Đồng Hới, tỉnh Quảng Bình, Việt Nam. Bãi biển này cách trung tâm thành phố Đồng Hới khoảng 3 km về phía đông bắc, nằm ngay cửa sông Nhật Lệ đổ ra biển Đông. Bãi biển này được bình chọn là 1 trong 10 bãi biển đẹp nhất Việt Nam. Lượng du khách đến bãi biển này đông nhất từ tháng 4 đến tháng 9.
Bãi biển Nhật Lệ chạy dài khoảng 2 km dọc đường Trương Pháp, thành phố Đồng Hới.

## Trong văn hóa
Sông Nhật Lệ đã được Hồ Thiên Du ngợi ca trong câu thơ cổ "nhật chi lệ bất vô chi chúc giả" ("sự rực rỡ của ánh sáng Mặt Trời thì không nơi nào là nó không chiếu đến được").